# Ajnad al-Cham
Ne doit pas être confondu avec Union islamique Ajnad al-Cham.
Ajnad al-Cham (arabe : أجناد الشام, les « Soldats du Levant » ou les « Soldats du Cham ») est un groupe rebelle de la guerre civile syrienne.

## Affiliations
Le 24 mars 2015, Ajnad al-Cham fait partie des groupes qui forment l'Armée de la conquête dans le gouvernorat d'Idleb,,.
En 2017, Ajnad al-Cham rallie Hayat Tahrir al-Cham, mais il fait défection en juin pour rejoindre Ahrar al-Cham.

## Actions
En avril 2017, après l'attaque chimique de Khan Cheikhoun, le groupe twitte en français, en espagnol et en anglais qu'il invite les médias étrangers à venir sous sa protection pour « documenter les crimes du régime d'Assad ».